# الشركة العربية الفلسطينية للاستثمار
تأسست الشركة العربية الفلسطينية للاستثمار (أيبك) APIC في سبتمبر 1994 من قبل العديد من رجال الأعمال العرب لتوجيه الاستثمار إلى فلسطين. منذ تأسيسها، أصبحت APIC واحدة من أكبر المشغلين في فلسطين، حيث يعمل بها أكثر من 3000 موظف/ة. تقدم الشركات التابعة لـ APIC مجموعة واسعة من المنتجات والخدمات من خلال اتفاقيات حقوق التوزيع مع الشركات متعددة الجنسيات ويقع مقر الشركة في عمان، الأردن وفي رام الله، فلسطين.
تم تسجيل APIC في جزر العذراء البريطانية في سبتمبر 1994. في عام 1996، تم تسجيلها في وزارة الاقتصاد الوطني في فلسطين كشركة مساهمة أجنبية خاصة، وأصبحت شركة مساهمة عامة أجنبية في عام 2013. في مارس 2014، تم إدراج أسهم شركة APIC. في بورصة فلسطين (PEX: APIC). يبلغ رأس المال المصرح به 125 مليون دولار أمريكي، ورأس المال المدفوع 112 مليون دولار أمريكي في ديسمبر 2022.
رئيس مجلس الإدارة والرئيس التنفيذي لشركة أيبك هو ابن عمر العقاد، طارق العقاد.
كشركة استثمارية قابضة، تتنوع استثمارات أيبك في قطاعات التصنيع والتجارة والتوزيع والخدمات في فلسطين، والأردن، والسعودية، والإمارات، والعراق، وتركيا من خلال شركاتها التابعة وهي: الشركة الوطنية لصناعة الألمنيوم والبروفيلات (نابكو)، شركة سنيورة للصناعات الغذائية، شركة يونيبال للتجارة العامة، الشركة الفلسطينية للسيارات، شركة التوريدات والخدمات الطبية، شركة سكاي للدعاية والإعلان والترويج، الشركة العربية للتأجير التمويلي والشركة العربية الفلسطينية للتخزين والتبريد. وتوظف كادر بحوالي 3000 موظف/ة في شركات المجموعة.
تقدم الشركات التابعة لأيبك مجموعة واسعة من المنتجات والخدمات من خلال اتفاقيات توزيع حصرية مع العديد من الشركات العالمية ومنها:
فيليب موريس إنترناشيونال، كلوقز، كرافت هاينز، مجموعة فيريرو, XL مشروب الطاقة, أمريكانا للمطاعم, إس سي جونسون وابنه, هيونداي موتور، كرايسلر، جيب (سيارة), رام للشاحنات, ألفا روميو، فيات, فيات بروفيشنال, إيلي ليلي وشركاءه، يانسن للأدوية، مختبرات أبوت, EPD, شركة أب في، سانوفي، غلاكسو سميث كلاين، نوفو نورديسك، بوهرينجر إنجلهيم, B. Braun, ميرك آند كو، جنرال إلكتريك للرعاية الصحية، ميدترونيك, Nihon Kohden, Nihon Kohden Orangemed, Merivaara Corporation, أمبو (شركة), شركة فلوك, Nidek, بايرسدورف, Trisa, GSK Oral Care, Immucor, Eppendorf, ميرك آند كو